# Topoľčanský pogrom
Topoľčanský pogrom byl antisemitský pogrom v Topoľčanech 24. září 1945 a nejznámější incident poválečného násilí proti Židům na Slovensku. Příčinou byl opětovný antisemitismus namířený proti židovským přeživším holokaustu, kteří požadovali navrácení majetku, který jim byl během něho ukraden. Šířily se zvěsti, že místní katolická škola bude znárodněna a jeptišky, které v ní vyučovaly, budou nahrazeny židovskými učiteli.
Ráno ženy demonstrovaly proti znárodnění školy a obviňovaly z toho Židy. Téhož dne židovský lékař ve škole očkoval děti. Byl obviněn z otravy nežidovských dětí, což vyvolalo vzpouru. Policie jí nedokázala zabránit a zapojila se do ní i místní posádka vojáků. První posila 30 vojáků se zčásti zapojila do bití Židů. Teprve další posile 150 vojáků se několikatisícový dav podařilo rozehnat.
Čtyřicet osm Židů bylo zraněno, patnáct z nich těžce, kteří museli být hospitalizováni.
Mezinárodní zpravodajství bezprostředně po událostech přivedlo do rozpaků československé úřady a Komunistická strana Československa využila nepokojů k obvinění demokratických úřadů z neschopnosti.
V Topoľčanech žilo před druhou světovou válkou asi 3000 Židů, holokaust přežilo asi 550 z nich. Po šoku z pogromu nezůstal v Topoľčanech ani jeden Žid.
Dokumentární film Dušana Hudce z roku 2004 o těchto nepokojích, Miluj blížneho svojho, vyvolal diskusi o historii těchto událostí. V roce 2005 vyslovil primátor Topoľčan oficiální omluvu.